# 2-デヒドロ-3-デオキシ-D-吉草酸アルドラーゼ
2-デヒドロ-3-デオキシ-D-吉草酸アルドラーゼ(2-dehydro-3-deoxy-D-pentonate aldolase、EC 4.1.2.28)、以下の化学反応を触媒する酵素である。
2-デヒドロ-3-デオキシ-D-吉草酸{\displaystyle \rightleftharpoons }ピルビン酸 + グリコールアルデヒド
従って、この酵素の基質は2-デヒドロ-3-デオキシ-D-吉草酸のみ、生成物はピルビン酸とグリコールアルデヒドの2つである。
この酵素はリアーゼ、特に炭素-炭素結合を切断するアルデヒドリアーゼに分類される。系統名は、2-デヒドロ-3-デオキシ-D-吉草酸 グリコールアルデヒドリアーゼ (ピルビン酸形成)(2-dehydro-3-deoxy-D-pentonate glycolaldehyde-lyase (pyruvate-forming))である。他に、2-keto-3-deoxy-D-pentonate aldolase、3-deoxy-D-pentulosonic acid aldolase、2-dehydro-3-deoxy-D-pentonate glycolaldehyde-lyase等とも呼ばれる。この酵素は、ペントースとグルクロン酸の相互変換に関与している。